# Xięga bałwochwalcza

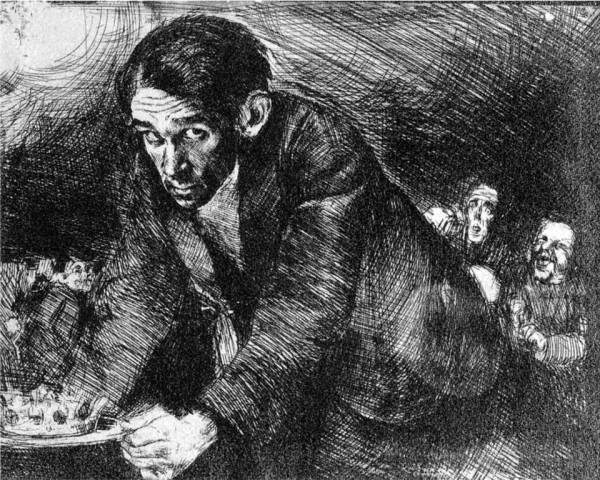
Bruno Schulz, "Dedykacja" (Introdukcja), 1920, cliché-verre na papierze, 13,5 x 18 cm

Xięga bałwochwalcza – cykl grafik zrealizowanych przez Brunona Schulza techniką cliché-verre, tworzony w latach 1920-1922. 

## Okoliczności powstania
Xięga bałwochwalcza powstawała w latach 1920–1922. Naświetlone klisze Schulz otrzymywał od znajomego fotografa, Bertolda Schenkelbacha, którego zakład mieścił się w Drohobyczu, w nadal istniejącym domu przy ul. Szewczenki (obecnie ul. Mickiewicza). Nad grafikami artysta pracował w domu przy ulicy Floriańskiej (niekiedy korzystając z pomocy kolegów swojego siostrzeńca, którym mówił, że pracuje nad ilustracjami do powieści Wenus w futrze Leopolda von Sacher-Masocha), do oprawiania teczek wykorzystywał natomiast po godzinach pracownię plastyczną szkoły, w której pracował.

## Wykonanie
Cliché-verre to bardzo rzadka metoda twórcza, która przywędrowała z Francji, w Polsce była prawie nieznana. Schulz opisał ją następująco:

Metoda, którą się posługuję, jest żmudna. Nie jest to akwaforta, ale tzw. cliché-verre – płyta szklana. Rysuje się igłą na warstwie czarnej żelatyny pokrywającej szkło, w ten sposób otrzymany negatywny, przeświecający rysunek traktuje się jak negatyw fotograficzny, tj. kopiuje się w ramce fotogr. na papierze światłoczułym, wywołuje, utrwala i zmywa – proceder jak przy odbitkach fotograficznych – koszt znaczny – praca także.

W ramach Xięgi bałwochwalczej Schulz opracował ponad 20 rysunków. Odbitki naklejał na kartonowe plansze, które podpisywał po prawej stronie i tytułował po lewej. Tytuły były jednak stosowane niekonsekwentnie i zmieniane, same prace w niektórych przypadkach również nieco się różnią. Autor łączył plansze w oprawiane płótnem teki. Nie wszystkie jednak – niektóre nie były łączone w zbiory i funkcjonują samodzielnie. Do każdej z tek rysował ołówkiem i tuszem osobną kartę tytułową. Takich tek stworzył kilkadziesiąt, choć dokładnie nie wiadomo ile. Do dziś zachowało się ledwie kilka, a każda zawiera maksymalnie 20 prac.

## Tytuł
Głównym tematem rycin ze zbioru jest bałwochwalczy hołd, jaki mężczyzna – istota niższa, podrzędna, oddaje kobiecie – istocie wyższej, władczej. Centralną postacią prac jest kobieta (lub kobiety): pewna siebie, wyniosła, a przy tym piękna i niedostępna niczym bóstwo. 

Na temat zapisu Xięga zamiast Księga Jerzy Ficowski, badacz twórczości Schulza, napisał: 

Nobilitując pisownię tego nagłówka archaicznym Iksem, postawił Schulz swe dzieło jakby w rzędzie świętych ksiąg, kanonów wyznawczych, mitologii, sugerując jej wysokie parantele z mityczną Księgą, o której opowiada w swej prozie jako o prawzorze wszelkich książek, źródle mitów i archetypów, wcielającej się niekiedy w pierwsze lektury i szpargały dzieciństwa

## Treść i interpretacje
Xięga, jak znaczna część twórczości plastycznej Schulza, jest przede wszystkim odbiciem erotycznych marzeń artysty. Atmosfera prac jest mroczna, dwuznaczna, aluzyjna. Kobieta, mimo daleko posuniętej idealizacji, jest bardzo zmysłowa, bywa wręcz perwersyjna, co podkreślają pozy, gesty, a nawet rekwizyty (np. bat trzymany w ręku). Na jej tle mężczyzna, ulokowany z reguły u stóp, jest istotą ułomną, zdeformowaną, drobniejszą, skarlałą, całkowicie podporządkowaną i jakby wyczekującą rozkazów. Czasem proporcje wielkości są zachwiane w sposób drastyczny – grupa mężczyzn przypomina bardziej krasnale niż rzeczywistych ludzi. Na niektórych rycinach mężczyźni noszą wyraźne cechy zwierząt, np. psów łaszących się do nóg swych pań.

Na związki tych deformacji z groteską i karykaturą zwracała uwagę już w 1930 roku Debora Vogel, przyjaciółka Schulza. Akcentowała uderzający kontrast w ukazywaniu postaci kobiecych i męskich: 

Brzydota koncentruje się dla niego w ciele męskim. W rysunkach wciąż spotykamy wydłużone fizjonomie podobne do małp lub do psów, z oczami zapadłymi w głąb, proporcje ciała są zakłócone i odmienione, skarlałe albo wąskie i płaskie aż do przezroczystości. Czasami przykłada większą wagę do komicznej strony poczwary, a wtedy groteska ociera się o artystyczny genre karykatury. […] W kobietach kształtuje się diametralne przeciwieństwo: piękność, która przechodzi wszystkie stopnie, od podobnej kwiatu, niczym piękno samo w sobie, przestraszone dojrzałą bujnością własnej urody – aż do demonicznie rozpasanej cielesności

 Operowanie groteską, zdaniem Vogel oraz badaczy twórczości Schulza, zbliża go do takich europejskich twórców jak Hieronim Bosch, Francisco Goya, Félicien Rops, Otto Dix czy George Grosz. Stanisław Ignacy Witkiewicz dopatrywał się powinowactwa Schulza, którego na własny użytek nazywa "demonologiem", z innymi "demonologami": Lucasem Cranachem, Albrechtem Dürerem, Matthiasem Grünewaldem i twórcami późniejszymi – Edvardem Munchem i Aubreyem Beardsleyem.
Także Jerzy Jarzębski podkreślał, że Schulz nie jest zainteresowany realizmem w sztuce. Interesuje go rysowanie emocji, stanów ducha, a nade wszystko jest malarzem metafizycznej tajemnicy, która spowija cały ogromny temat płci i erotyzmu. Nastrój prac podkreśla nocna sceneria.
Inną cechą charakterystyczną rycin ze zbioru jest fetyszyzm. Wielokrotnie pojawiające się damskie pończochy, podwiązki, pantofelki czy kokardy nie są jedynie dodatkiem, bywa, że stanowią centralny punkt kompozycji (Bestie). W przypadku Procesji można mówić wręcz o demonstracji fetyszyzmu; pełni uwielbienia mężczyźni niosą za nagą kobietą jej garderobę oraz chorągiew z wymalowanym pantofelkiem.
Bruno Schulz obudowywał te śmiałe w swoim czasie sceny dodatkowymi treściami. Obok zasadniczego tematu, krążącego wokół kwestii dominacji kobiety nad mężczyzną oraz palącego, niespełnionego pożądania kobiecego piękna, pojawiają się motywy literackie, mitologiczne, a nawet biblijne. Tłem ukazywanych scen jest Drohobycz, ze swymi ciasnymi uliczkami i niskimi domkami, czasem pojawiają się także obiekty charakterystyczne dla miasta (np. kościół św. Trójcy na rycinie Procesja). Miasteczko jest scenerią składania hołdów lub pochodów zdeformowanych bałwochwalców podążających za swym idolem, czyli kobietą. Na innych rysunkach miejscem zdarzeń są bardziej kameralne wnętrza, a w nich łoża, szezlongi i fotele, dla podkreślenia kobiecej wyższości umocowane na wysokich nogach. Mężczyźni nie mogą dotykać tych władczych dam, wiją się i skręcają u podnóży w niewolniczym poddaństwie. Wprost rzecz ujmuje Witkacy, który wysoko cenił twórczość plastyczną Schulza, a metodę twórczą Xięgi po swojemu nazywał "drapografią": Specjalność jego […] to sadyzm kobiecy, połączony z męskim masochizmem. I dalej: Według mnie kobieta z natury swej […] musi być zasadniczo psychiczną sadystką i fizyczną masochistką, podczas gdy mężczyzna musi być ogólnie psychicznym masochistą, fizycznym zaś sadystą. Schulz doprowadził wyraz obu tych psychicznych kombinacji do ostatnich granic natężenia i potwornego niemal patosu.
Tylko na jednej z grafik brakuje kobiet. Jest to otwierająca cykl Introdukcja, tytułowana też jako Dedykacja. Tutaj mamy do czynienia z autoportretem, na którym Schulz, przedstawiony w pokornym ukłonie, niesie na tacy koronę.
Bohater licznych scen zbiorowych nosi wyraźne cechy fizyczne samego Schulza (czasem kilka postaci posiada jego cechy). W przedstawieniach kobiet znajomi autora odnajdywali konkretne osoby, mieszkanki Drohobycza. Z tego powodu Schulz miał nawet pewne nieprzyjemności, niektórzy bowiem czuli się urażeni umieszczeniem swych podobizn w tak dwuznacznym kontekście. Na kilku pracach pojawia się Stanisław Weingarten, przyjaciel i kolekcjoner prac Brunona. 
Jerzy Ficowski nazwał wydanie Xięgi bałwochwalczej moralno-obyczajową prowokacją wymierzoną w filisterskie środowisko prowincjonalnego Drohobycza. Prowokowanie raczej nie leżało w naturze Schulza, a jako nauczyciel gimnazjum, do tego niepewny stałego zatrudnienia, ryzykowałby zbyt dużo. Prace pokazywał głównie znajomym, w Drohobyczu ich nie wystawiał. A jednak ryciny wywołały pewien skandal. W 1928 roku zaprezentowano je w Domu Zdrojowym w nieodległym Truskawcu. Treść oburzyła jednego z gości, senatora Klubu Chrześcijańskiej Demokracji Maksymiliana Thullie, który złożył skargę u starosty drohobyckiego z kategorycznym żądaniem zamknięcia wystawy. Senator nazwał grafiki ohydną pornografią. Żądań polityka nie spełniono, wystawa nie została zamknięta.

## Zachowane zbiory
Schulz próbował zarobić na sprzedaży rycin, jednak nie znalazły one wielu nabywców. Część rozdał znajomym. Zachowane do dziś teki Xięgi bałwochwalczej (jest ich zaledwie kilka) znajdują się w zbiorach m.in. Biblioteki Jagiellońskiej w Krakowie i Muzeum Literatury im. Adama Mickiewicza w Warszawie, a także w prywatnych kolekcjach w Polsce i za granicą. 
Klisze, z których robione były odbitki, zaginęły w czasie II wojny, podobnie jak wiele innych prac plastycznych i rękopisów literackich Schulza.

## Pierwsze wydania
Pierwsze wydanie Xięgi bałwochwalczej ukazało się we Francji, przy okazji wystawy polskiej sztuki awangardowej Présences Polonaises w paryskim Centre Pompidou, w 1983 r. Publikację Bruno Schulz, Le livre idolâtre opracował Serge Fauchereau, posłowie napisał Wojciech Chmurzyński. 
Pierwsze polskie wydanie, przygotowane i opatrzone słowem wstępnym przez Jerzego Ficowskiego, pochodzi z 1988 r. Równocześnie ukazało się w języku polskim, angielskim, francuskim i niemieckim.

## Spis prac[13]
1. Dedykacja (także jako Introdukcja)
2. Odwieczna baśń (I)
3. Odwieczna baśń (II)
4. Infantka i jej karły
5. Jej garderobiana (także jako Panna Hestia i W garderobie Unduli)
6. Undula odwieczny ideał (także jako Undula wieczysty ideał i Jeszcze raz Undula)
7. Undula u artystów
8. Undula idzie w noc
9. Undula w nocy
10. Ławka
11. Plemię pariasów
12. Procesja
13. Pielgrzymi
14. Zabawy w ogrodzie
15. Zaczarowane miasto I (także jako Rewolucja w mieście)
16. Na Cyterze
17. Zuzanna i starcy
18. Zuzanna przy tualecie
19. Mademoiselle Circe i jej trupa (także jako Cyrk)
20. Bestie
21. Zaczarowane miasto II
22. Święto wiosny
23. Ogiery i eunuchy
24. Święto bałwochwalców
25. Xięga bałwochwalcza (I)
26. Xięga bałwochwalcza (II)